# Yuri Schefler

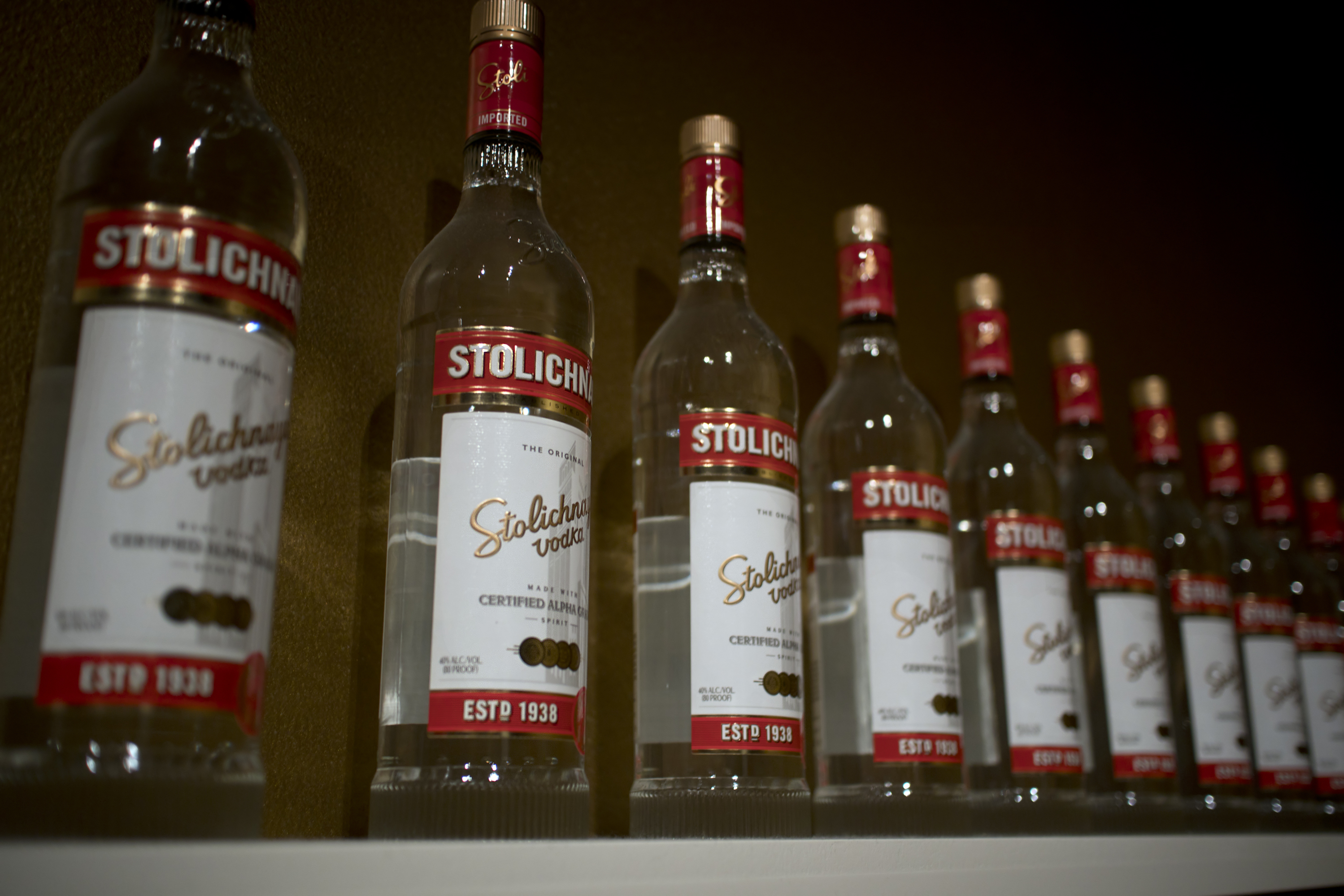
Bouteilles de vodka Stolichnaya.

Yuri Shefler (en russe : Юрий Шефлер), né en 1967 en République socialiste fédérative soviétique de Russie, est un homme d'affaires et milliardaire, magnat russe de la vodka.

## Carrière dans le monde des affaires
Il est principalement connu pour être le propriétaire de la société Stolitchnaïa, leader mondial de la fabrication et de la commercialisation de vodka russe.
En 1997 il crée la société SPI Group. Il s'agit d'une holding d'investissement avec laquelle il rachète la société Stolitchnaïa en 2008.

## Vie privée
Il vit à Genève.
Il est marié et a quatre enfants.
La presse le surnomme « le roi / tsar de la vodka ».

## Fortune et patrimoine
Yuri Shefler possède selon le magazine Forbes une fortune personnelle estimée à 1,5 milliard de dollars en 2023. Cela fait de lui la 1804e personne la plus riche du monde et le 43e homme le plus riche de Russie.
Yuri Schefler était propriétaire du yacht Serene d'une longueur de 134 mètres qu'il a acquis pour un prix de 330 millions de dollars. Il l'a revendu en 2015 au prince héritier saoudien Mohammed ben Salmane pour 458 millions de dollars.
Il possède une maison à Weybridge au Royaume-Uni qu'il a faite construire en 2005, une villa à Saint-Jean-Cap-Ferrat et une maison à Malibu qu'il a achetée pour 75 millions de dollars.
Il est copropriétaire avec l'acteur Brad Pitt d'une partie de l'exploitation vinicole Château de Miraval, à Correns dans le département du Var. En effet Angelina Jolie a vendu ses parts du domaine à l'entreprise Tenute del Mondo de Yury Shefler, et cela sans prévenir l'acteur.